# Leaves' Eyes
Leaves' Eyes es una banda alemana de metal sinfónico originaria de Luisburgo. Formada en 2003 por Liv Kristine, exvocalista de Theatre of Tragedy, y por el equipo entero de Atrocity, liderado por quien era su esposo, Alexander Krull. La mayoría de las letras de las canciones, escritas por Liv Kristine, tratan sobre la mitología nórdica y la época de los vikingos.

## Historia

### Lovelorn (2004)
Leaves' Eyes. A menudo ha incluido elementos naturalistas en sus letra, desde su álbum debut, Lovelorn. Muchas de las canciones presentes en este álbum están inspiradas en la naturaleza y en las sagas y leyendas de la mitología nórdica. Este mismo año se presentaron por primera vez en el Wave Gotik Traffen, en Alemania.
Tras su presentación la banda se enfrenta a la partida del baterista Martin Schmidt por motivos personales. En una entrevista concedida por Liv, se explicó que el retiro habría sido por el cambio en su estilo musical y su deseo de desvincularse del mundo del metal. Fue reemplazado por un nuevo baterista, Moritz Neuner (Graveworm, Darkwell).

### Vinland Saga (2005)
Inspirado por Leif Eriksson, narra la llegada de los vikingos a Vinland, territorio costero alrededor del Golfo de San Lorenzo en lo que hoy se conoce como Nuevo Brunswick y Nueva Escocia en la actual Canadá, 500 años antes que Cristóbal Colón y a su vez la historia de una joven pareja. Cada canción del álbum es una parte de la historia.
Su primer sencillo, Elegy ha sido utilizado por el canal de televisión ProSieben como la canción oficial de la serie Numb3rs.
A fines de 2007 Chris Lukhaup deja la banda por razones personales y Moritz Neuner para buscar nuevos rumbos en su carrera musical.
En febrero de 2008, Leaves' Eyes fue confirmado para presentarse en el Wacken Open Air 2008, uno de los principales festivales metaleros.

### We Came with the Northern Winds (2009)
Es el primer DVD de Leaves, un concierto grabado en el Metal Female Voices Festival en Wieze, Bélgica. Según sus fanes, es una de las mejores presentaciones de la banda, además de compartir escenario con bandas como Epica, Delain, Elis, Doro, Battlelore, entre otras.

### Njord (2009)
Fue liberado en agosto del 2009, continuando con el éxito del grupo en las listas musicales. Su sencillo My Destiny se convirtió pronto en el sucesor de Elegy. El álbum fue grabado en un estilo mucho más moderno que los anteriores, y contó con piezas sinfónicas de gran complejidad gracias a la colaboración de la Lingua Mortis Orchestra, dirigida por Victor Smolski.
Las actuaciones en vivo de la banda fueron igualmente exitosas en Europa y en América que su trabajo de estudio. Para la edición especial de Njord, Leaves' Eyes grabó el EP At Heaven's End en 2010.

### Meredead (2011)
Un año más tarde, Leaves' Eyes liberó su cuarto álbum, Meredead. Producido por Alexander Krull, los artistas combinaron elementos de álbumes previos para inspirar el sentimiento de Meredead. La canción de apertura, "Spirits' Masquerade", usó instrumentos folclóricos para refinar la variedad de sonidos del álbum. Las canciones Étaín y Sigrlinn relatan el misticismo de las culturas pasadas y en ellas se usaron gaitas irlandesas. Meredead también cuenta con canciones más tradicionales, como Nystev y Krakevisa. También hay un cover de To France, una interpretación de la tragedia y emoción del clásico tema de Mike Oldfield.
El EP Melusine (2011) fue una edición especial en cooperación con la revista alemana Sonic Seducer.

### Symphonies of the Night (2013)
En una entrevista con Valkryian Music, se reveló que Leaves' Eyes había comenzado a escribir nuevo material para su quinto álbum que se lanzaría para la primavera de 2013. El 7 de enero de 2013 la banda anunció en su Facebook oficial que el título de su nuevo álbum sería Symphonies of the Night.
La banda estrenó la primera canción de su álbum, titulada "Hell to the Heavens", en el Summer Breeze Festival.
El trabajo de la portada del nuevo álbum fue lanzada el 26 de agosto de 2013. Unos días después la banda lanzó un vídeo diciendo que se presentarían en el Metal Female Voices Fest 2013. Un teaser de la versión de estudio de Hell to the Heavens estaba en el vídeo.

### King of Kings (2015)
Leaves' Eyes publicó un estado en el que decía que lanzarán un nuevo álbum en 2015. Contendrá "un concepto muy especial y épico" y es programado para verano de 2015. La banda contará con el apoyo del coro London Voices, famoso por trabajar en temas de películas como Star Wars y El Señor de los Anillos.
Durante su presentación en el Metal Female Voices Fest 2014, la banda celebró su décimo aniversario y por primera vez cantaron una de las nuevas canciones del nuevo álbum: "Halvdan The Black".

### Salida de Liv Kristine
El 15 de abril de 2016, la banda confirmó vía Facebook la inesperada salida de su vocalista y una de sus fundadoras, Liv Kristine, en medio de polémicas por los rumores que motivaron ser despedida. 
De inmediato, se anunció que su sucesora es la cantante finlandesa Elina Siirala, conocida por su trabajo en la agrupación británica EnkElination. El 18 de abril, Siirala hizo su debut con la banda en el festival Hammersonic en Yakarta, Indonesia. También se anunció una nueva gira promocional del álbum King of Kings a realizarse en junio de 2016.

## Miembros

### Actuales
- Elina Siirala - voz (2016 - presente)
- Alexander Krull - voz gutural, arreglos electrónicos (2003-presente)
- Thorsten Bauer - guitarra (2003-presente)
- Pete Streit - guitarra (2015 - presente)
- Joris Nijenhuis - batería (2012 - presente)

### Pasados
- Liv Kristine - voz (2003-2016)
- Sander Vandermeer-guitarra (2010-2015)
- Martin Schmidt - batería (2003 - 2004)
- Nicholas Barker - batería (2004 - 2008)
- Moritz Neuner - batería ([2005 - 2007)
- Peter Hörnung - batería ([2007 - 2008)
- Seven Antonopoulos - batería (2008 - 2010)
- Roland Navratil - batería (2010 - 2012)
- Chris Lukhaup - bajo (2003 - 2007)
- Alla Fedynitch - bajo (2007 - 2010)
- Mathias Röderer - guitarra (2003 - 2010)
- J.B. Van der Wal - bajo (2010 - 2013)

### Invitados
- Carmen Elise Espenæs - coro en Into Your Light y vocalista en Sigrlinn.
- Anette Guldbrandsen - coro en Meredead y Melusine.
- Maite Itoiz - coro y guitarra barroca en Meredead y Melusine.
- John Kelly - coro en Meredead.
- Janna Kirchhof - violín y nyckelharpa en Meredead y Melusine.
- Christian Roch - gaita y whistle irlandés en Njord, Meredead y Melusine.
- Timon Birkhofer - piano y chelo en Vinland Saga, Lovelorn, y Legend Land.
- Sarah Nuchel - violín en Legend Land y Vinland Saga.
- Jana Kallenberg - violín en Legend Land y Vinland Saga.

## Discografía

### Álbumes
- Lovelorn (2004)
- Vinland Saga (2005)
- Njord (2009)
- Meredead (2011)
- Symphonies Of The Night (2013)
- King Of Kings (2015)
- "Sign Of The Dragonhead" (2018)
- "The Last Viking" (2020)
- "Myths of Fate" (2024)

### En vivo
- We Came with the Northern Winds/En Saga I Belgia (2009)

### Sencillos y EP
- Into Your Light (2004)
- Elegy (2005)
- Legend Land (2006)
- My Destiny (2009)
- At Heaven's End (2010)
- Melusine (2011)
- Hell To The Heavens (2013)
- The Waking Eye (2015)
- Fires In The North (2016)
- Riders On The Wind (2018)
- Black Butterfly (2019)

## Videografía
- Into Your Light (de Lovelorn & Into Your Light) 2004
- Elegy (de Vinland Saga y Elegy) 2005
- Legend Land (de Legend Land) 2006
- My Destiny (de Njord y My Destiny) 2009
- Norwegian Lovesong (en vivo) (de En Saga I Belgia)
- New Found Land (de Vinland Saga y En Saga I Belgia)
- Take The Devil in Me (de Njord) 2010
- To France (de Meredead) 2011
- Melusine (en vivo, Wacken Open Air en 2012) (de Melusine EP) 2013
- Hell To The Heavens (de Symphonies Of The Night) 2013
- King Of Kings (de King Of Kings) 2015
- The Waking Eye (de King Of Kings) 2015
- Edge Of Steel (de King Of Kings) 2015
- Sign Of The Dragonhead (de Sign Of The Dragonhead ) 2018
- Across The Sea (de Sign Of The Dragonhead ) 2018
- Jomsborg (de Sign Of The Dragonhead ) 2018
- Riders On The Wind (de Sign Of The Dragonhead ) 2018
- Chain Of The Golden Horn (deThe Last Viking ) 2020
- Dark Love Empress (deThe Last Viking ) 2020
- Black Butterfly (deThe Last Viking ) 2020
- War Of Kings (deThe Last Viking ) 2020
- Blazing Waters (deKing Of Kings ) 2021
- Forged By Fire (deMyths Of Fate ) 2023
- Who Wants To Live Forever (deMyths Of Fate ) 2024
- Realm Of Dark Waves (deMyths Of Fate ) 2024
- In Eternity (deMyths Of Fate ) 2024